# Берёзкино (Кардымовский район)
Берёзкино — деревня  в  Смоленской области России,  в Кардымовском районе. Расположена в центральной части области  в 6,5  км к востоку от районного центра, на автодороге Р134 «Старая Смоленская дорога» Смоленск — Дорогобуж — Вязьма — Зубцов. 
Население — 205  жителей (2007 год). Центр Берёзкинского сельского поселения.